# Le Décalogue (bande dessinée)
Le Décalogue est une série de bande dessinée créée par Frank Giroud.
Cette série, aujourd'hui achevée, comporte dix tomes auxquels ont participé dix dessinateurs différents. La publication des albums s'est étalée de 2001 à 2003.
Le série parle d'un livre étrange appelé Nahik qui semble attirer le mauvais sort sur celui qui le détient. Ce livre décrit l'existence d'un nouveau Décalogue religieux qui aurait été dicté par le prophète Mahomet et qui remettrait en cause les fondements mêmes de l'islam, et mettrait un terme aux interprétations les plus violentes du Coran. Qui est ce mystérieux Alan D. dont le nom figure sur Nahik ? Ce Décalogue est-il authentique ? Et qui est ce Fernand Desnouettes dont les aquarelles reproduisent si précisément une mystérieuse omoplate de chameau sur laquelle est gravé le Décalogue ? Les dix tomes traversent les siècles et remontent vers le passé, à la recherche de l'origine de Nahik.
Un onzième tome « hors série » est également sorti en 2003.

## Résumé
Les albums du Décalogue sont présentés dans le sens inverse de la chronologie historique. Ainsi, le premier album est celui qui se déroule au plus proche de notre époque (début du XXIe siècle), le dernier album constitue l’origine de la saga, au VIIe siècle. Chaque épisode raconte une partie de la saga de l’ouvrage nommé « Nahik ». 
Le résumé suivant présente les éléments de l’intrigue générale en commençant par le dernier album. Il est complété par les éléments du Décalogue XI, un album présentant les recherches et les correspondances de Missak Zakarian – arménien, détenteur temporaire du Nahik et protagoniste principal du cinquième tome du Décalogue – et de Georges Apreval (chercheur en art).

### Épisode 10: la dernière sourate.
La série commence en 652 dans la péninsule arabique, sous le règne du calife Uthmân qui a succédé à Mahomet après sa mort. On suit Tayeb, envoyé du calife pour aller recenser les versets du Coran afin de l’unifier. En Haute-Égypte il rencontre Mahdjubah - fille d’un scribe de Mahomet – qui lui fait part de l'existence d’une sourate dévoilée au prophète et qu’il aurait lui-même rédigée sur une omoplate de chameau. Ce Décalogue serait constitué de dix commandements prônant la paix et la tolérance. Tayeb et Mahdjubah partent à la recherche de cette omoplate mais se heurtent aux soldats de Yakub. Cet ancien compagnon de Mahomet, devenu le conseiller du calife Uthmân, est prêt à tout pour les empêcher de mettre la main sur cette sourate, craignant que son message de paix et de tolérance ne vienne délégitimer le pouvoir en place. 
Finalement, Tayeb découvre que ces commandements ne sont pas authentiques : ils ont été rédigés par un poète proche de Mahomet, qui prêchait l’harmonie entre les hommes et le rapprochement entre les monothéismes. Après avoir appris la vérité, Tayeb meurt sans avoir le temps de la dévoiler à Mahdjubah.
Toujours pourchassée, cette dernière s’enfuit dans le désert et trouve par hasard le « labyrinthe de Thôt », une cité abandonnée. Elle et ses compagnons s’y réfugient, dans l’attente de pouvoir révéler le message de paix du Décalogue au reste du monde.

Résumé de l'itinéraire du Nahik avant l'épisode 9
Le Décalogue a été rédigé sur une omoplate de chameau par un poète proche de Mahomet ; il se trouve à la fin de l’épisode avec la communauté de Mahdjuba réfugiée dans une cité abandonnée en Egypte.

### Episode 9: le papyrus de Kôm-Ombo.
La série effectue un saut de plusieurs siècles pour nous conter la redécouverte moderne de l’omoplate portant l’inscription des dix commandements.
En 1798, dans une Égypte occupée par les troupes françaises, on suit le capitaine Eugène Nadal et l’archéologue peintre Fernand Desnouette. Ce dernier est à la recherche d’un site perdu dans le désert qui serait devenu le refuge d’une communauté pratiquant un culte dérivé de l’Islam ; il convainc Eugène Nadal et ses troupes de partir à la recherche de ce mystérieux site. Pourchassés par des Mamelouks dans le désert, Nadal et Desnouette retrouvent l’entrée du labyrinthe de Thôt qui avait accueilli Mahdjuba et ses compagnons au VIIe siècle (ils se font appeler « les vrais croyants »). Nos deux Français sont accueillis par Nabila, la dirigeante de la communauté, et Smina, sa fille.
Desnouettes fait la découverte de l’omoplate porteuse du Décalogue qu'il croit être les dernières volontés du prophète et en commence la traduction. De son côté Eugène ne voit pas les choses de la même façon : il prend conscience de la portée politique que pourrait avoir la divulgation du Décalogue - permettant de déstabiliser les musulmans, de les diviser et ainsi de faire gagner les troupes françaises - il décide de voler cet os. Surpris par Desnouettes qui souhaite l’en empêcher, il le tue, s’empare de l’omoplate et des aquarelles de Desnouettes, et prend Smina en otage pour fuir. Au cours de sa cavale pour retrouver le Caire, il commence par libérer Smina, retrouve ensuite Nabila et la convainc du bienfait de sa quête : amener le Décalogue à Bonaparte pour en permettre la révélation. Une fois au Caire, la répression française d'une émeute en octobre 1798 conduit à la mort de Nabila et à une blessure défigurant le visage d’Eugène. 
Sur le bateau qui ramène Eugène en France, un marin ramasse l’omoplate qu’il prend par erreur pour un déchet et le jette à l’eau.
Inter-épisodes : de 9 à 8. 
Le bateau menant Eugène en France est arraisonné par la flotte anglaise, l’ex-capitaine va rester 3 ans en captivité à Londres avant d’être libéré en 1802 à la suite de la Paix d’Amiens. Décrit comme hagard et peu enclin à reconnaitre les siens, il sera par la suite accueilli à l’hôtel des Invalides avant d’être pris en charge par son grand frère Hector en février 1803.
En parallèle de l’histoire principale :
- En 1802, la sœur d’Eugène restée en France, Ninon, se marie avec le général Alexandre Fleury, de 17 ans son ainé. En 1810 nait leur seul enfant, Benjamin.
- En 1806 le père Nadal décède ; et Hector accueille dans son hôtel particulier Hortense, sa seconde sœur, et leur mère qui décède l’année suivante.

Résumé de l'itinéraire du Nahik avant l'épisode 8
Les aquarelles ont été effectuées par le peintre archéologue Fernand Desnouettes lors de la campagne d’Égypte ; l’omoplate est retrouvée dans la cité abandonnée par Fernand accompagné du capitaine Eugène Nadal ; les aquarelles restent en possession d’Eugène une fois de retour en France chez son frère Hector, en revanche l’omoplate est perdue pour toujours au fond de l’eau.

### Episode 8: Nahik.
L’histoire reprend en 1813 avec l’ex-capitaine Eugène, défiguré et traumatisé par les événements en Egypte, logeant toujours chez son frère, Hector, et avec leur sœur, Hortense. Ils seront rejoints par leur autre sœur, Ninon, qui revient avec son mari, le général Fleury, et leur fils Benjamin, de la campagne d’Allemagne.
Ninon s’émeut de la condition de son frère Eugène qui sombre régulièrement dans des épisodes de folie où il se répète des moments de son passage en Égypte évoqué dans l’épisode précédent et criant « Nahik ». Afin de remédier à ces épisodes de folie, elle cherche en vain à convaincre Hector d’amener Eugène consulter des psychiatres : Hector assure qu’il a déjà tout essayé, et que ce sont même les consultations successives de ces « charlatans » qui auraient aggravé la condition de leur petit frère ! D’abord convaincue, elle change d’avis et élabore un stratagème pour permettre à ces consultations de se dérouler. Elle comprend au fil de ses recherches qu’Hector a lui-même déjà pratiqué des séances de somnambulismes artificiels : Hector a effectué ces séances afin qu’Eugène puisse lui conter son histoire en Égypte, dont il en rédigeait ensuite le récit afin de servir à sa propre carrière d’écrivain… « Nahik », le mot répété par Eugène, signifiant en fait « Non Hector » ! Sous le choc, Ninon décide de lui confisquer tous ses écrits – brouillons et manuscrits, qui apparaissent sous le nom de Le papyrus de Kôm-Ombo - ainsi que les aquarelles, et enfin de lui retirer la charge d’Eugène. 
On retrouve Ninon en 1814, atteinte d'une pneumonie, sur son lit de mort : elle va donner une lettre à sa sœur Hortense contenant les droits d'auteur du manuscrit Nahik. Elle lui demande seulement que le manuscrit soit publié sous le nom d’Alan D. Elle lui demande également de s'occuper d'Alexandre et de Benjamin.
Inter-épisodes : de 8 à 7. 
En 1817, Hortense se marie à son tour avec Alexandre Fleury, veuf de Ninon.
En 1819 Hector, qui n’a plus de matériel pour l’écriture de ses romans, est ruiné et doit quitter son hôtel particulier pour s’installer dans une construction de misère. L’année d’après, tentant de retrouver son prestige d’écrivain d’antan, il arrache Eugène de l’institut médical dans lequel il se trouvait et tente de lui soutirer des récits. À la suite d'une dispute, la maison prend feu, détruisant toutes les nouvelles notes du récit d’Hector et tuant les deux frères.
Résumé de l'itinéraire du Nahik avant l’épisode 7.
Sur la base des récits d’Eugène, Hector son frère décide de reproduire un manuscrit reproduisant l’omoplate du Décalogue et de rédiger un roman qu’il nommera Le papyrus de Kôm-Ombo. À la fin de l’ouvrage, son brouillon, le manuscrit et les aquarelles de Desnouettes lui sont retirés par sa sœur Ninon. Avant de mourir cette dernière léguera le tout à leur autre sœur, Hortense. 

### Episode 7: Les conjurés.
On retrouve Hortense Fleury en 1822 à Paris. Au début de l’épisode elle fait la connaissance d’Odilon Vitrac, un membre de la Charbonnerie. Cette organisation secrète souhaite renverser le pouvoir monarchiste, elle est pourchassée par l’inspecteur Bompaire à la tête d’une police politique. 
Sympathisante puis membre, Hortense souhaite participer au financement de la société et propose l’édition des notes et aquarelles qu’elle a reçues de sa sœur (Ninon, à la fin de l’épisode 8) : afin de respecter ses dernières volontés, l’ouvrage est publié sous le nom de « Nahik » avec pour auteur le nom d’emprunt d’Alan D. (anagramme de Nadal). L’ouvrage est reproduit, Hortense en conserve le premier exemplaire ainsi que les notes originales et le manuscrit. Malheureusement un incendie vient brûler l’imprimerie, détruisant ainsi le tirage et rendant impossible la publication de l’ouvrage. 
En parallèle, Benjamin, neveu d’Hortense (fils de Ninon et Alexandre) jalouse la relation de cette dernière avec Odilon et décide de les trahir en indiquant à Bompaire les pistes lui permettant de saisir les membres de la Charbonnerie, dont Odilon. Hortense décide d’organiser sa libération mais les deux périssent dans l’opération.
À la fin de l'épisode on retrouve Benjamin Fleury adulte en 1869 et installé au Caire. Il raconte sa trahison à Ferdinand de Lesseps, puis décide de quitter la capitale pour aller sur les traces d’Eugène et du labyrinthe de Thôt. 
Inter-épisodes : de 7 à 6. 
L’itinéraire de Benjamin est détaillé dans la correspondance entre Georges Apreval et Missak Zakarian : poussé par l’aventure de son oncle Eugène, et le pouvoir enchanteur de l'Égypte, il s’y installe. En 1836 il épouse Aurore Beauchamp dont ils auront deux enfants : Hélène puis Philippe. Sympathisant des Saint-Simoniens, il va devenir le bras droit de l’un d’eux, Ferdinand de Lesseps, l’aidant à la construction du canal. Il se retire dans le désert sur les pas de son oncle en 1869 (fin de l’épisode 7). 
En 1872 Benjamin retrouve enfin le chemin vers le labyrinthe évoqué dans le Nahik. Les « vrais croyants » souhaitent  le tuer immédiatement, pour ne pas répéter la même erreur qu’avec Eugène, mais il est sauvé par Smina, mémoire vivante du refuge. L’histoire ne le raconte pas mais on peut imaginer que Benjamin soit resté caché jusqu’à la fin de ses jours dans la cité. 
En 1870 Philippe, le fils de Benjamin, épouse Heba Tawfiq, ils souhaitent un enfant mais Heba enchaîne les fausses couches… En 1882, Philippe saisit une occasion économique pour embarquer pour les États-Unis. 
Résumé de l'itinéraire du Nahik avant l'épisode 6.
Hortense fait imprimer le manuscrit et les aquarelles dans un seul ouvrage : c’est la naissance du Nahik ; mais à la suite d'un incendie tous les tirages autres que les originaux sont perdus. Hortense meurt et c’est son fils Benjamin qui garde le Nahik et les autres documents. Finalement Benjamin part retrouver le labyrinthe de Thôt dans le désert, le Nahik est conservé par son fils Philippe, en revanche toutes les notes, le manuscrit et les aquarelles partent dans les mains de sa fille Hélène.
À noter que les albums 6 à 1 narrent la trajectoire des personnages gravitant autour de l’ouvrage imprimé du Nahik, les détenteurs des notes, manuscrit et aquarelles originaux prendront des trajectoires et chemins différents.

### Episode 6: L’échange.
Au début de l’album on retrouve Philippe Fleury et sa femme Heba, enceinte, à bord du bateau qui les mènent aux États-Unis. Heba se lie d’amitié avec le fils de la famille Santoni, famille d’origine modeste embarquée sur le bateau. Elle lui offre le Nahik . Heba réussi à mener à bien sa grossesse ; presque au même moment madame Santoni donne également naissance à une fille. À la suite d'un naufrage le bébé est perdu, Philippe trouve celui des Santoni et décide de le conserver en gardant le fait secret.
On retrouve Alice Fleury - fille unique d’Heba et de Philippe ayant fait fortune aux États-Unis, et ignorant son origine - en 1902 à New York. Elle fête ses 20 ans et rencontre Soghomon Zakarian, un jeune homme arménien d’origine modeste.
En retrouvant par hasard le Nahik dans une librairie (on peut supposer qu’il a été revendu par les Santoni), Alice va commencer la quête de ses origines qui va la mener aux Santoni et à la découverte de la vérité.
Sous le poids de la culpabilité, Philippe se suicide ; Alice décide alors de retrouver Soghmon et en 1903, à la fin de l’album, ils décident tous deux de partir pour revenir vers l’Arménie natale de Soghmon.
Résumé de l'itinéraire du Nahik avant l'épisode 5
Le Nahik a été offert par la femme de Philippe à la famille Santoni, qui le revend une fois à New-York. L’ouvrage est finalement retrouvé par Alice Fleury qui en reprend possession à la suite du décès de son père et l’emmène avec elle dans son départ pour l’Arménie avec son époux Soghomon Zakarian.

### Episode 5: Le vengeur.
L’album commence en 1915, en plein génocide arménien, quand Alice et le reste de sa famille sont assassinés par des soldats turcs. On apprend aussi dans le Décalogue XI que Soghomon, le père, est abattu par les turcs alors qu’il essaie de retrouver sa famille. (Source : Decalogue XI, page 86 à 93). Survivent seulement Missak Zakarian - fils d’Alice et Soghomon et à qui le Nahik est confié - et Aram Bekarian, un jeune ami. 
On retrouve Missak en 1922 à Berlin où il intègre une opération secrète menée par des Arméniens, dont son ancien ami Aram. L’organisation cherche à venger le génocide arménien en menant des opérations d’assassinat d’ex-criminels turcs. Il est chargé d'approcher Selim Guneï, ancien chef de la sécurité turc et bibliophile averti, en séduisant sa fille Ayla et en lui présentant le Nahik, qu'il détient de sa mère. Après l'échec d'une première tentative, Missak trouve un moyen de se rendre dans la demeure même de Selim. Une fois dehors pour commettre son assassinat Missak n’y parvient pas et jette le livre sous un tramway : Selim plonge pour tenter de le rattraper et meurt écrasé. Missak s’enfuit et le livre est laissé à Suna Guneï, la sœur d’Ayla. 
Inter-épisodes : de 5 à 4. 
Missak est rattrapé par la police un an après les faits, mais échappe à une peine trop lourde en raison du témoignage d’Ayla en sa faveur (qui raconte la vérité : Missak n’a pas directement tué son père). Il repart par la suite à New-York et on le retrouve au début des années 2000 à rechercher les origines du Décalogue.
On raconte l’itinéraire de Safet Guneï, le fils de Suna, jeune homme qui prend part aux enjeux politiques de son époque et rejoint le SPD allemand en 1930 pour lutter contre la montée du nazisme. En 1933 lors d’une altercation avec des milices nazies il doit fuir avec sa mère et son père pour Mostar, en Yougoslavie (terre d’origine de son père). C’est là-bas que Safet va se faire de nouveaux amis, protagonistes du quatrième album.
Résumé l'itinéraire du Nahik avant l'épisode 4
Alice et Soghomon sont assassinés par des troupes turques et le Nahik est récupéré par Missak, survivant de la tuerie. Au détour de l'échec d'un assassinat, l’ouvrage est récupéré par Suna Gunneï, fille d’un ex-génocidaire turc vivant à Berlin. Mais elle déménage en Youslavie dans les années 30 pour fuir la montée du nazisme.

### Episode 4: Le serment
On retrouve Safet en 1937 déjà avec des amis yougoslaves, dont Davor – le personnage que l’on suit dans l’album – Milena, et Vilko.
Ces amis vont prendre des trajectoires différentes : Vilko journaliste se rapproche du régime hitlérien ; Safet prend la trajectoire opposée et souhaite s’engager auprès des brigades internationales, seule sa mère l'en convainc et lui offre le Nahik pour le consoler. Il épouse par la suite Milena, en 1940 puis s’engage dans la résistance avant d’être torturé et tué par les oustachis. Milena s’engage à son tour dans les troupes de la résistance. 
Davor pour sa part s’engage dans les ordres et devient prêtre à Rome, on le retrouve en 1946 après la guerre. Il va chercher son ancien ami Vilko dans un camp et décide de l’exfiltrer pour qu’il échappe à la justice d’après-guerre. Pour le remercier Vilko lui offre le Nahik (on l’imagine qu'il l'a récupéré après la mort de Safet). Le retour de Milena, engagée dans les troupes de Tito, vient perturber le plan : elle retrouve et tue Vilko, à qui elle reproche d’avoir livré Safet aux fascistes ; puis elle comprend que Davor a protégé Vilko, elle le tue également avant de récupérer le Nahik .
Inter-épisodes : de 4 à 3 
Milena récupère le Nahik mais l’ouvrage lui rappelant trop les souvenirs de Safet, elle préfère en faire don au pope de son quartier qui a son tour l’offre aux moines d’Hagios Manolis.
Résumé de l'itinéraire du Nahik avant l'épisode 3
Safet récupère le livre de sa mère Suna mais meurt sous le coup des troupes fascistes en Yougoslavie en 1942 ; le livre est alors probablement récupéré par son ami d’enfance passé sympathisant fasciste, Vilko. Après la guerre, Vilko fait don du livre à un autre ami d’enfance, Davor, pour le remercier de l’avoir aidé dans sa fuite, mais cette possession sera courte car le ce dernier sera lui-même retrouvé par l’épouse de Safet (Milena) qui tue Davor et récupère le livre. Elle en fait ensuite dont au pope de son village qui l’offre à son tour aux moines d’Hagios Manolis, en Grèce.

### Épisode 3: Le météore.
L’album 3 du Décalogue suit Shelley McGuire, enseignante universitaire et bibliophile avertie, qui n’a pas de lien avec les personnages des tomes précédents. Elle rejoint un groupe de scientifiques qui se rendent tous dans le monastère d’Hagios Manolis afin de retrouver le Nahik, avec des motivations variées (Shelley s’intéresse à l’existence d’une sourate cachée).
Les membres de l’expédition meurent successivement, ils semblent se faire assassiner l'un après l'autre par un fou qui s’est échappé d’un asile voisin. La fin de l’album dévoile que l’un des moines qui les a accueillis était l’assassin en question qui prend pour prétexte le commandement « Tu ne donneras point d’image à ton Dieu » qui apparaît dans le Décalogue pour tuer toutes les personnes qui, selon lui, se prennent pour des dieux.
L’assassin finit par faire exploser le monastère et y trouve la mort. En revanche Shelley survit, et retrouve même le Nahik intact et récupère l’ouvrage que tout le monde croit perdu.
Inter-épisodes : de 3 à 2
Shelley McGuire décède l’année suivante son expédition dans le monastère d’un accident d’avion, l’ouvrage passe dans les mains de son époux Hadi Reza, un intellectuel et écrivain turc.
Résumé de l'itinéraire du Nahik avant l'épisode 2
Le livre reste dans le monastère grec jusqu’en 1958 où l’explosion criminelle détruit le bâtiment, mais pas l’ouvrage qui est récupéré par l’enseignante Shelley McGuire. À la suite du décès de cette dernière, l’ouvrage passe entre les mains de son époux, Halid Reza.

### Episode 2: La Fatwa.
La série fait un saut en 2001, époque contemporaine de l’écriture de l’album, à Paris. On suit Merwann Khadder, jeune fondamentaliste musulman, violent avec sa petite amie Aline.
En la suivant dans le train de l’Orient-Express, il croise par hasard Halid Reza qui a été frappé d’une fatwa pour ses écrits dévoilant l’existence d’un Décalogue de l’Islam (dans un ouvrage nommé « La dernière sourate »). Avant d’être assassiné par Merwann, Halid souhaite tout de même lui montrer le livre Nahik et lui expliquer d’où lui vient l’idée du Décalogue.
En fuite, Merwann se retrouve finalement sur un bateau avec son groupe de fondamentalistes ainsi qu’une ancienne amie, Latifa, également radicalisée. Mais entre-temps des doutes sur l’authenticité de ce texte ont saisi Merwann. Ces doutes ne peuvent pas être tolérés au sein de son groupe, il est traqué et doit se jeter à la mer avec le Nahik. Il sait nager et survivra donc (il est un personnage central du Légataire, suite du Décalogue ), en revanche le Nahik semble perdu pour toujours dans les eaux. 
Résumé de l'itinéraire du brouillon et du manuscrit avant l’épisode 1
Au moment du décès d’Hortense Fleury en 1823, le Nahik, son brouillon, le manuscrit, et les aquarelles passent tous dans la main de Benjamin. L’histoire de l’acheminement de l’ouvrage va être narrée dans les albums, dont le détail est donné ci-dessus, à partir de Philippe Fleury qui récupère l’ouvrage de son père.
En revanche, le manuscrit, le brouillon et les aquarelles passent dans les mains de la fille de Benjamin, Hélène, et suivront des trajectoires différentes. Ces trajectoires ne sont pas détaillées dans les albums, mais grâce à l’arbre généalogique présenté au début de l’album « Le papyrus de Kôm-Ombo » on comprend qu’après le mariage d’Hélène avec Herbert Moorland :
- Le manuscrit et les aquarelles sont passés dans les mains d’Edward Moorland leur fils et vont rester dans la famille jusqu’à Iris Moorland ;
- Le brouillon est passé dans les mains de Mary Ann Moorland, leur fille, et va également se transmettre dans une branche distincte de la famille, celle des Pitts, jusqu’à Melinda Pitts.

### Episode 1: Le Manuscrit
Le premier épisode de cette série se déroule également en 2001, à Glasgow. On suit Simon Broemecke, un jeune écrivain français sans succès. Il reçoit un jour le manuscrit du Nahik de la main de Melinda Pitts, qui décède d’un accident juste après. Simon entreprend de traduire le manuscrit avant de le prendre pleinement à son compte sous un autre titre : Le Manuscrit. Le roman est un véritable succès, apportant  à l’imposteur la célébrité, l'argent et même l'amour. 
Mais un jour, Iris Moorland vient rendre visite à Simon avec des pages du brouillon de Nahik. Sous la menace d'en révéler publiquement le secret, elle fait chanter Simon. La situation devenant intenable, Simon décide d’assassiner Iris, en maquillant le meurtre par une mise en scène pour faire penser à un tueur en série qui s’en prend à des femmes en parallèle de l’histoire principale (le tueur sera un personnage central dans les premiers tomes du Légataire, suite du Décalogue).
Finalement reclus et caché, Simon se sert de sa propre histoire pour écrire son prochain roman, avant de mourir (l’album laisse planer le doute sur les circonstances exactes). Les manuscrits et notes sont retrouvés par son amie à la fin de l’album.

## Analyse
En donnant comme sous-titre à chaque album un précepte du Décalogue, Frank Giroud pointe le doigt sur d'innombrables composantes du genre humain : la violence, la cupidité, le mensonge… Chaque tome peut-être lu comme une histoire unique, chaque récit mettant en scène comme une évidence la stricte application de ce mystérieux Décalogue.
Mais l'une des spécificités de cette série réside sur l’enchaînement sous forme de compte à rebours des albums. La saga débute à Glasgow en 2001 et s'achève à Médine en 622. Entre-temps, on aura assisté , à l'après-guerre en Yougoslavie, au Génocide arménien, à la Révolution française, à la Campagne d'Égypte… Le fameux Nahik passe de main en main et fait des victimes. Chaque album ne met pas forcément l'accent sur l'aspect religieux du livre, il n'y est parfois pas fait référence du tout.
En confiant l'adaptation de son scénario à des dessinateurs différents, Giroud a pu donner une tonalité unique à chacun des albums. De plus, les tomes ne s'enchaînent pas de façon évidente et le lecteur est amené à construire lui-même certaines transitions. Un onzième tome est sorti par la suite mettant en scène toutes les transitions manquantes.

## Les personnages
Il n'y a pas de personnage principal, chaque tome racontant une histoire unique, tel un one shot. Les personnages principaux étant: 
- Alan D. : l'auteur de Nahik, le livre révélant l'existence du Décalogue (ici un acronyme de Nadal).
- Fernand Desnouettes : peintre français du XVIIIe siècle. Il a peint une aquarelle représentant une omoplate de chameau sur laquelle est gravé le Décalogue. L'œuvre figure dans Nahik.
- Mahomet : prophète de l'Islam. En marge du Coran, il aurait dicté un nouveau Décalogue qui contredit l'expansion guerrière menée par ses successeurs.
- Simon Broemecke : éditeur britannique, qui traduit et publie illégalement Nahik sous son propre nom en 2001.

## Albums
Entre parenthèses, le premier nom est celui du dessinateur, le second celui du coloriste, le cas échéant.
1. Le Manuscrit (janvier 2001) (Béhé)
2. La Fatwa (janvier 2001) (Giulio De Vita, Patricia Faucon)
3. Le Météore (mai 2001) (Jean-François Charles)
4. Le Serment (mai 2001) (TBC, Patricia Faucon)
5. Le Vengeur (février 2002) (Bruno Rocco, Patricia Faucon)
6. L'Échange (février 2002) (Alain Mounier, Patricia Faucon)
7. Les Conjurés (octobre 2002) (Paul Gillon, Marie-Paule Alluard)
8. Nahik (octobre 2002) (Lucien Rollin, Jean-Jacques Chagnaud)
9. Le Papyrus de Kom Ombo (février 2003) (Michel Faure, Jean-Jacques Chagnaud)
10. La Dernière Sourate (février 2003) (Franz)

Hors-série : Le XIe Commandement (novembre 2003) (Collectif)
L'album hors-série complète certaines transitions manquantes ; cet album n'est pas nécessaire à la lecture.

En 2004 est également paru un portfolio appelé Carnets d'Égypte, ouvrage réalisé à l'initiative de la librairie Bulle (Le Mans) pour fêter ses vingt ans d'existence, et limité à 350 exemplaires numérotés et signés par les auteurs.
Le tome 8, selon l'auteur, « est en réalité le point de départ de toute la saga. Volume unique dans un premier temps (“one shot”, comme on dit dans le métier), il ne devait que bien plus tard enfanter les nombreux rejetons qui constituent aujourd'hui Le Décalogue ».

## Publication

### Éditeurs
- Glénat : Tomes 1 à 11.